# Многосвязы

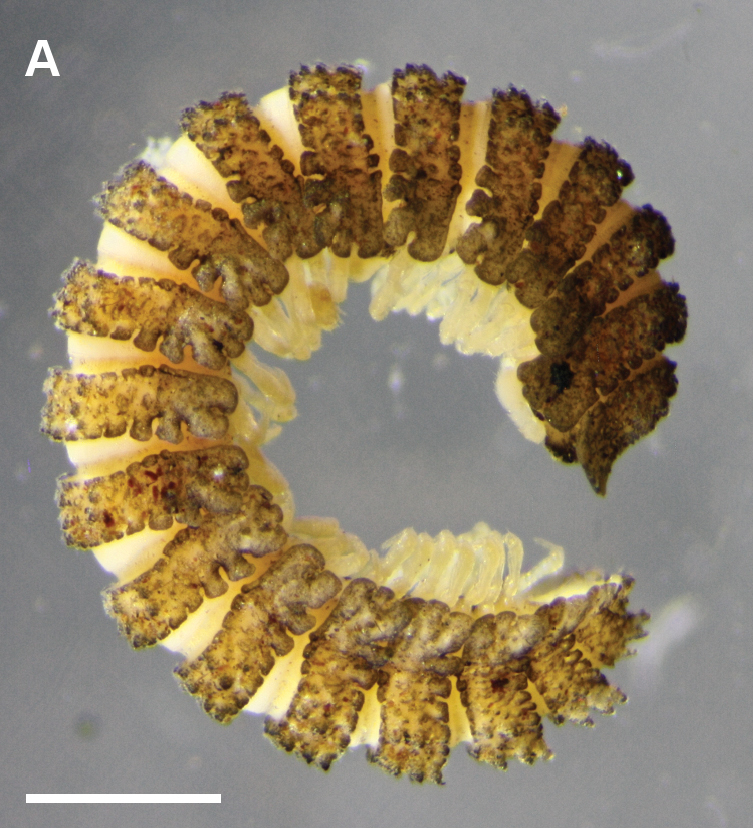
Nephopyrgodesmus eungella

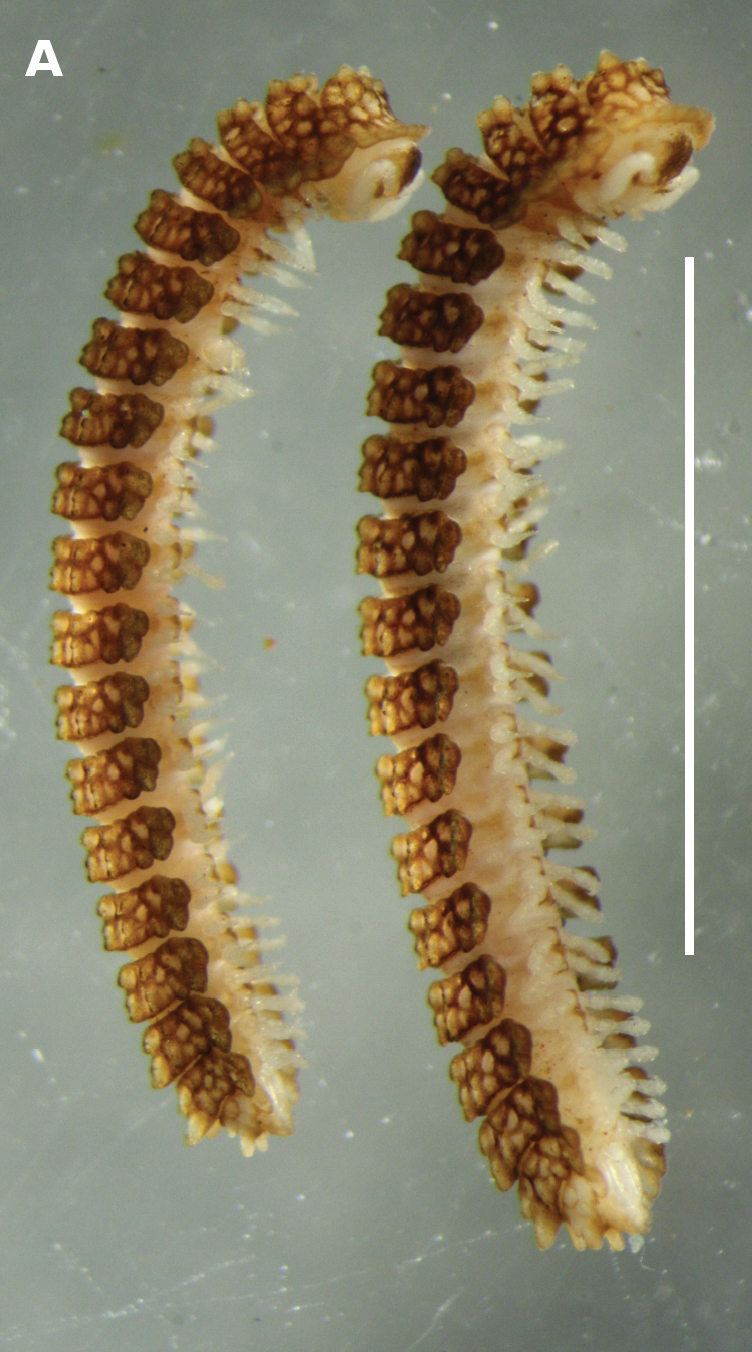
Notopyrgodesmus kulla

Многосвязы (лат. Polydesmida) — отряд двупарноногих многоножек из инфракласса Helminthomorpha, единственный в надотряде Merocheta. Около 3500 видов. Встречаются повсеместно.

## Описание
Тело состоит из 19—21 сегментов (большинство из 20; у ювенильных особей 7—19 сегментов). Длина от 3 до 130 мм. Дорсальная бороздка отсутствует. Голова крупная и округлая; глаз нет. Телоподы выглядят как обычные ноги. Некоторые виды способны продуцировать синильную кислоту (HCN).
Вид Схизотураниус Дмитриева (Schizoturanius dmitriewi (Timotheew, 1897)) занесён в Красную книгу Московской области.

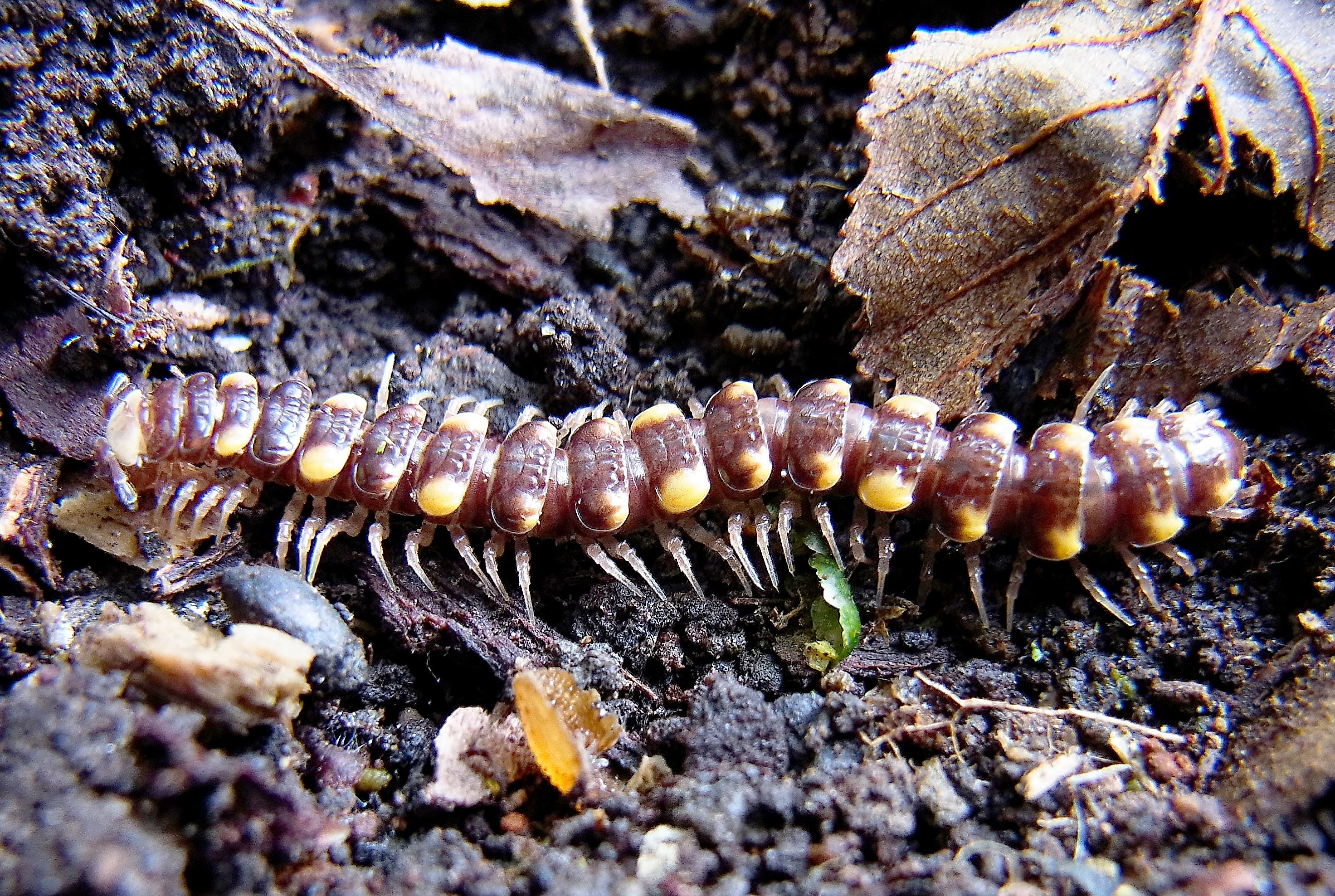
Polydesmus collaris (Polydesmidae)
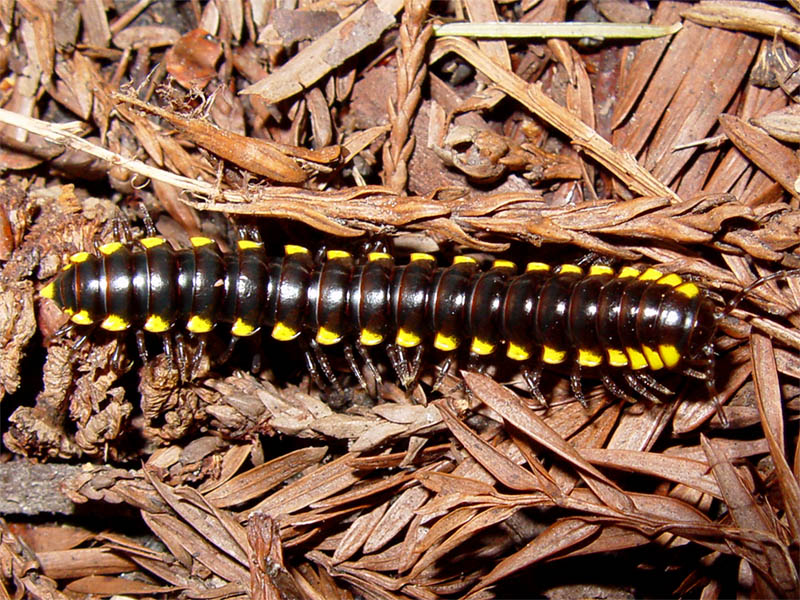
Harpaphe haydeniana (Eurydesmidae)
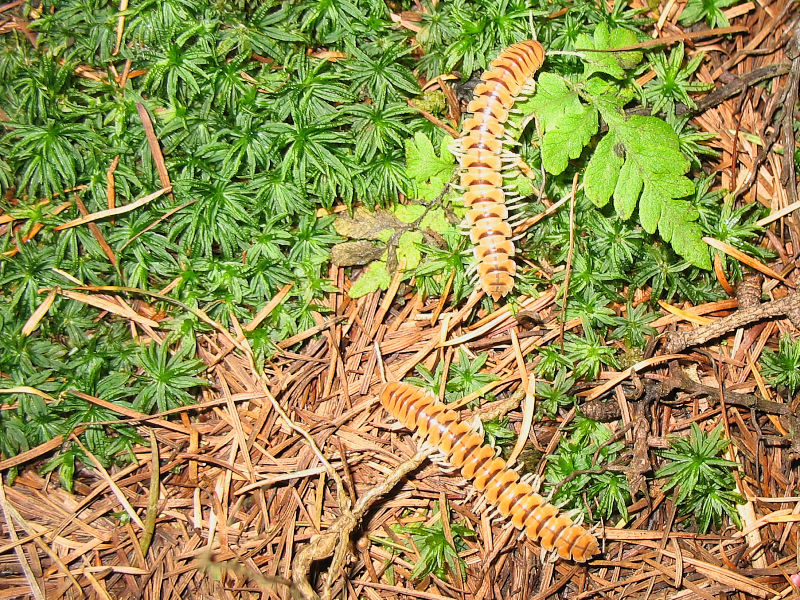
Parafontaria (Xystodesmidae)
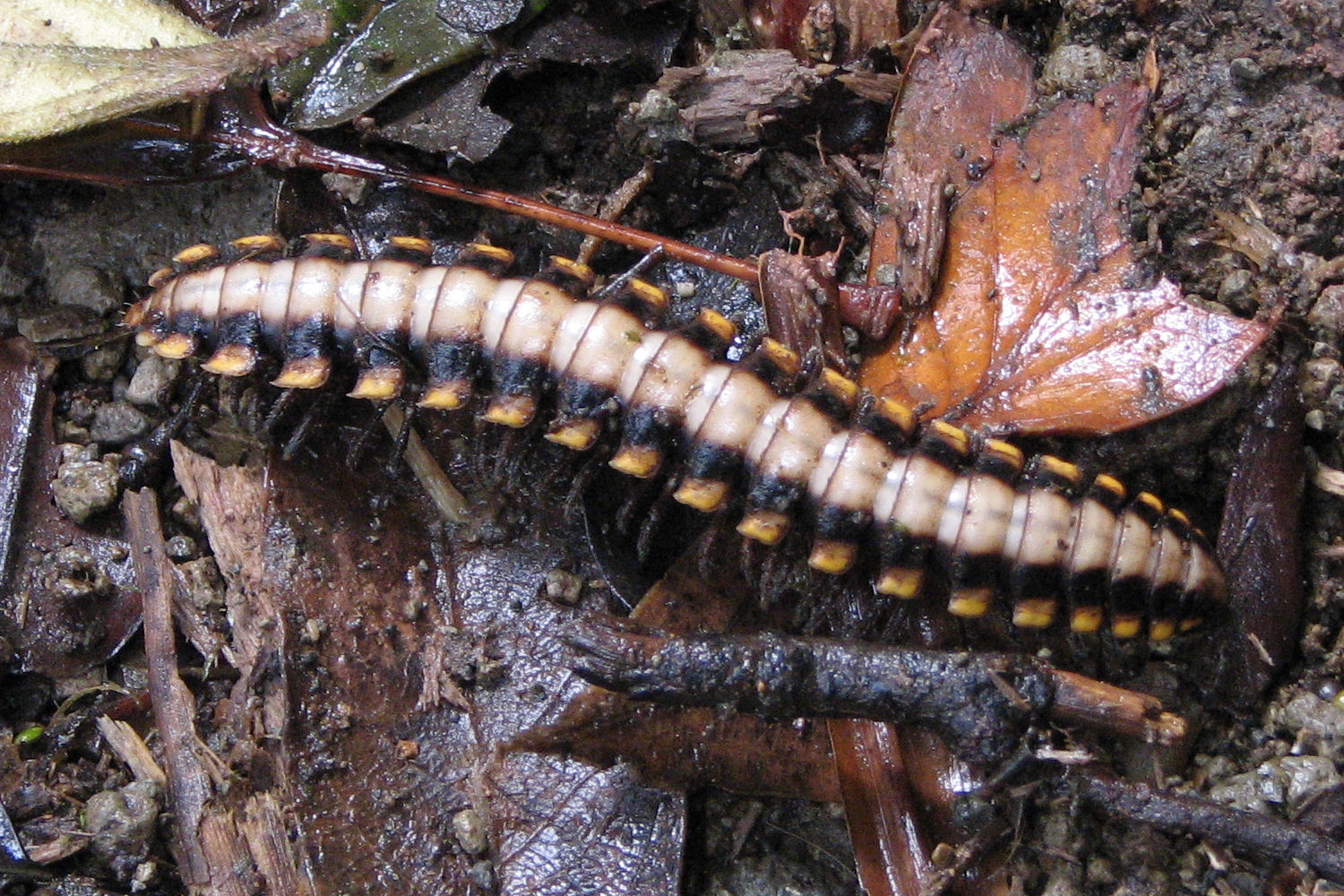
Nyssodesmus python (Platyrhacidae)
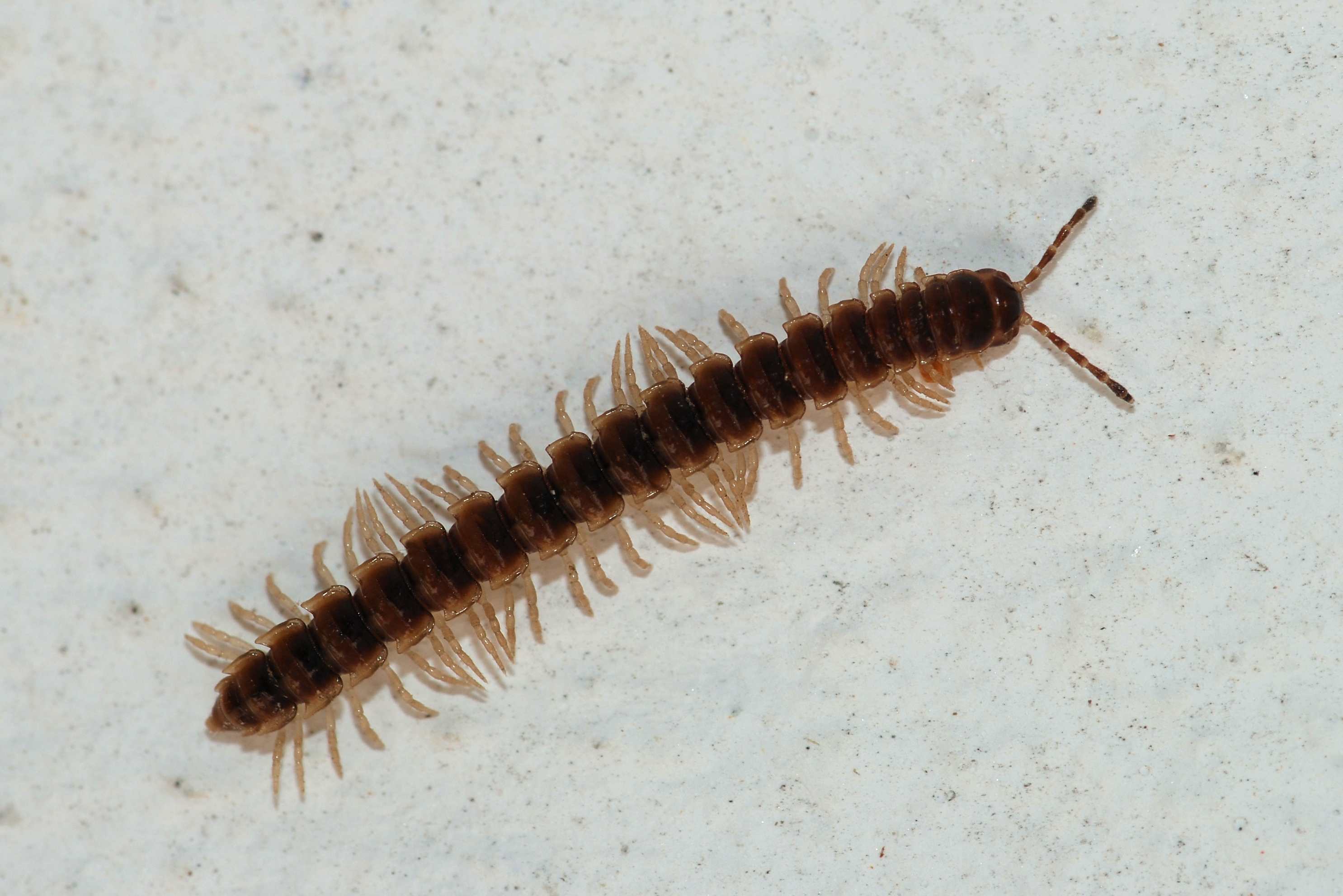
Oxidus gracilis (Paradoxosomatidae)
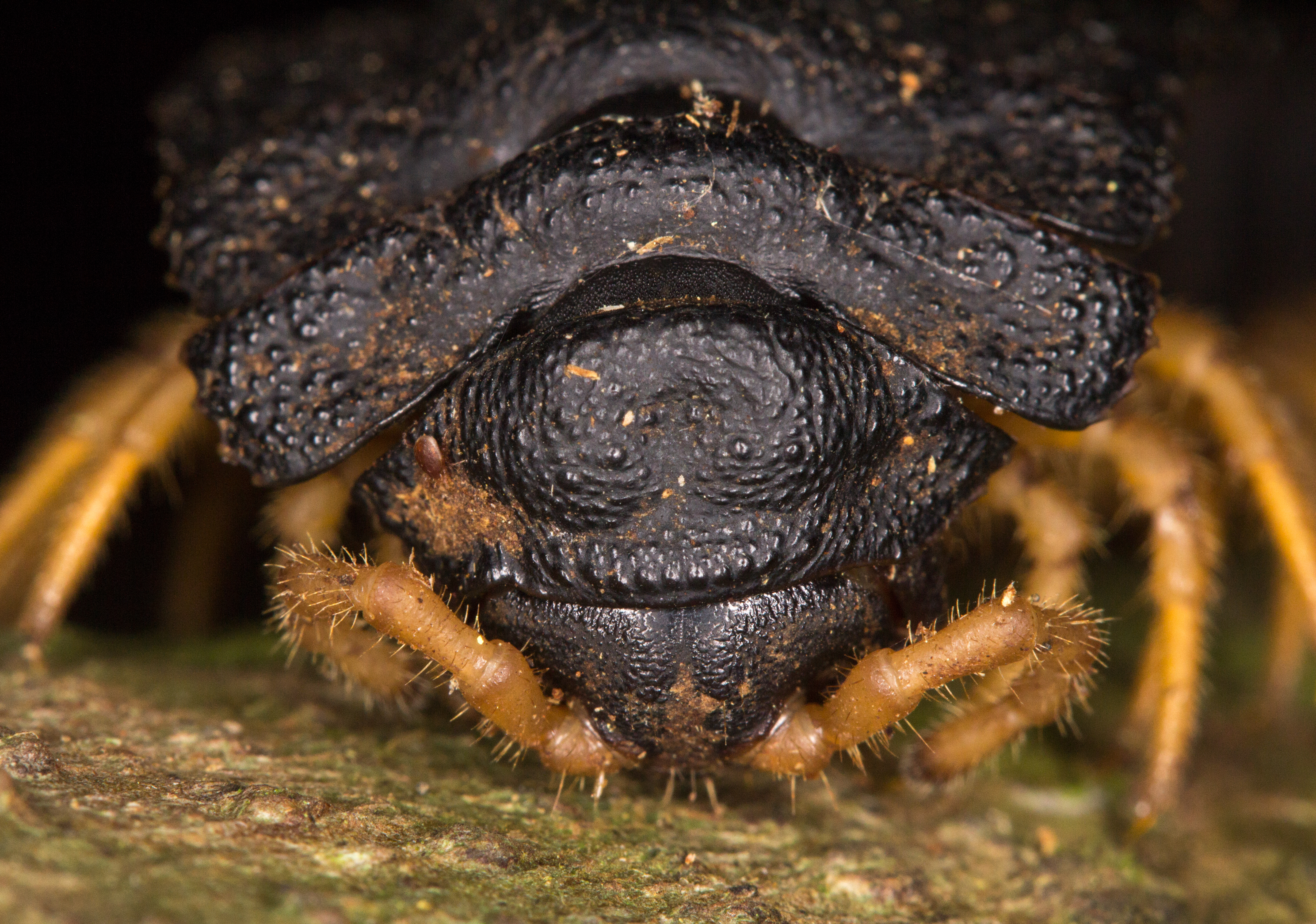
Голова многосвяза, вид спереди

## Классификация
Крупнейший отряд двупарноногих многоножек: 4 подотряда, 11 надсемейств, 28 семейств, около 1000 родов и 3500 видов. Таксономия группы основана, главным образом, на структуре гонопод самцов.
- Подотряд Leptodesmidea Brölemann, 1916 (13 семейств, 475 родов, 1800 видов)
  - Надсемейство Chelodesmoidea Cook, 1895 (1 семейство, иногда в ранге подотряда Chelodesmidea Cook, 1895)
    - Семейство Chelodesmidae Cook, 1895 (230 родов, 450? видов)

  - Надсемейство Platyrhacoidea Pocock, 1895 (2 семейства)
    - Семейство Aphelidesmidae Brölemann, 1916 (17 родов, 119 видов)
    - Семейство Platyrhacidae Pocock, 1895 (40 родов, 250? видов)

  - Надсемейство Rhachodesmoidea Carl, 1903 (2 семейства)
    - Семейство Rhachodesmidae Carl, 1903 (17 родов, 62 видов)
    - Семейство Tridontomidae Loomis & Hoffman, 1962 (2 рода, 4 видов)

  - Надсемейство Sphaeriodesmoidea Humbert & DeSaussure, 1869 (3 семейства)
    - Семейство Campodesmidae Cook, 1896 (1 род, 8 видов)
    - Семейство Holistophallidae Silvestri, 1909 (7 родов, 11 видов)
    - Семейство Sphaeriodesmidae Humbert & DeSaussure, 1869 (14 родов, 85 видов)

  - Надсемейство Xystodesmoidea Cook, 1895 (5 семейств)
    - Семейство Eurymerodesmidae Causey, 1951 (1 родо, 30 видов)
    - Семейство Euryuridae Pocock, 1909 (2 рода, 15 видов)
    - Семейство Gomphodesmidae Cook, 1896 (54 рода, 146 видов)
    - Семейство Oxydesmidae Cook, 1895 (34 рода, 153 видов)
    - Семейство Xystodesmidae Cook, 1895 (56 родов, 465 видов)
- Подотряд Dalodesmidea Hoffman, 1980

- Семейство Dalodesmidae Cook, 1896 (55 родов, 250? видов)
- Семейство Vaalogonopodidae Verhoeff, 1940 (3 рода, 8 видов)

- Подотряд Strongylosomatidea Brölemann, 1916 (=Paradoxosomatidea Daday, 1889)

- Семейство Paradoxosomatidae Daday, 1889 (142 рода, 650? видов)

- Подотряд Polydesmidea Pocock, 1887
  - Надсемейство Polydesmoidea Leach, 1815 (2 семейства, 329 родов, 800 видов)
    - Семейство Cryptodesmidae Karsch, 1880 (38 родов, 125 видов)
    - Семейство Polydesmidae Leach, 1815 (27 родов, 235? видов)

  - Другие надсемейства